# Chích chòe đất
Chích chòe đất hay chích chòe Seychelles, tên khoa học Copsychus sechellarum, là một loài chim trong họ Muscicapidae.

## Hình ảnh

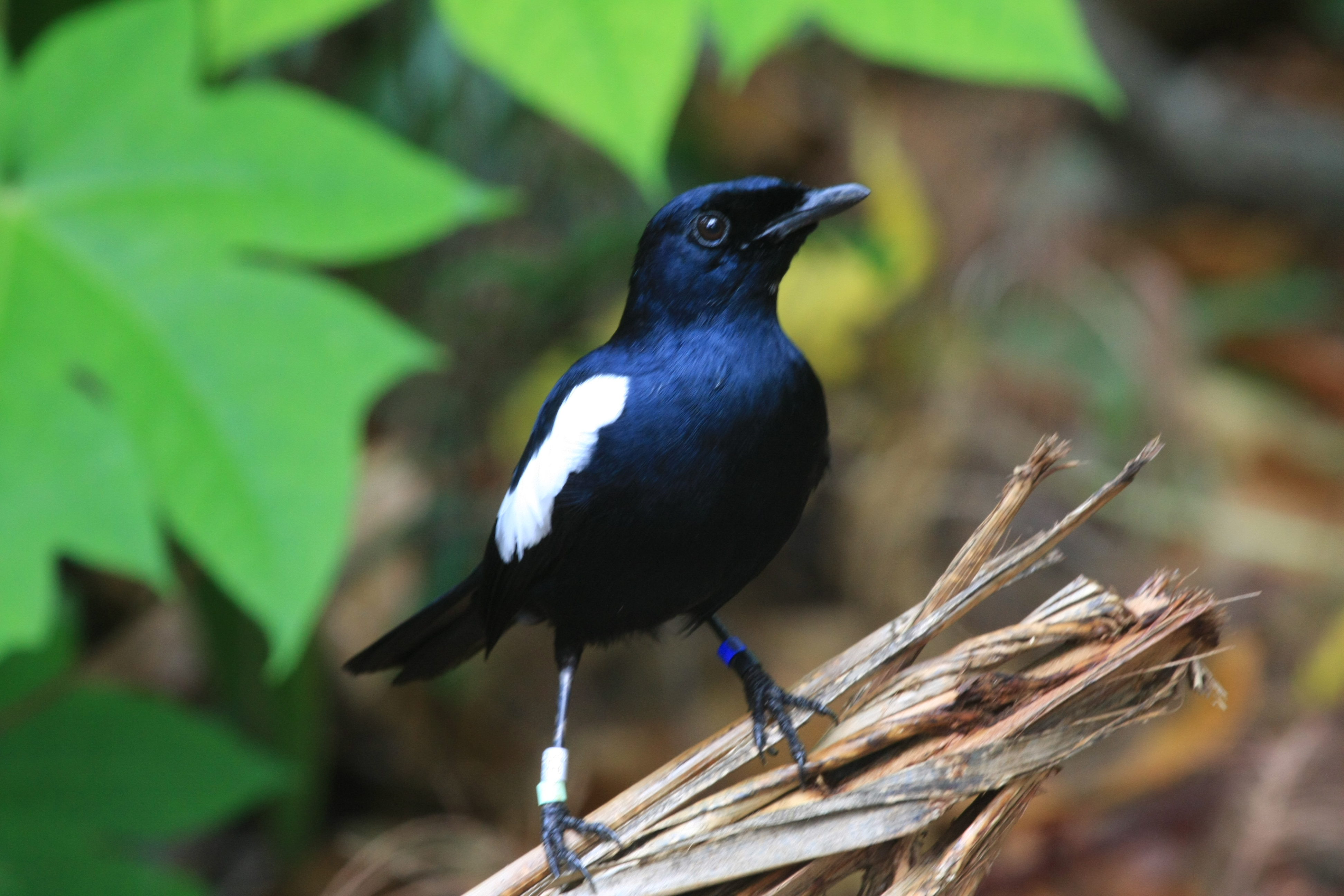
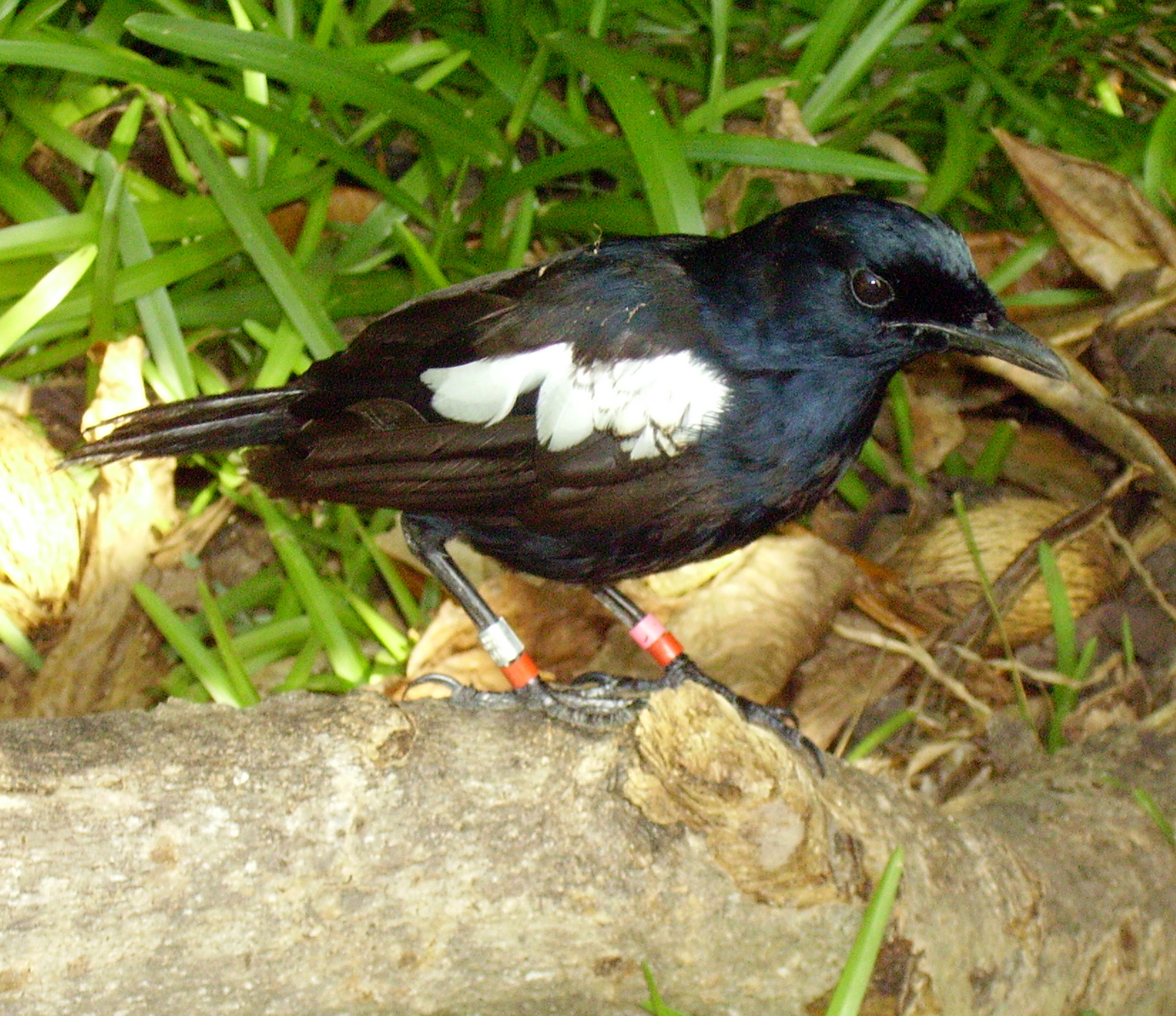
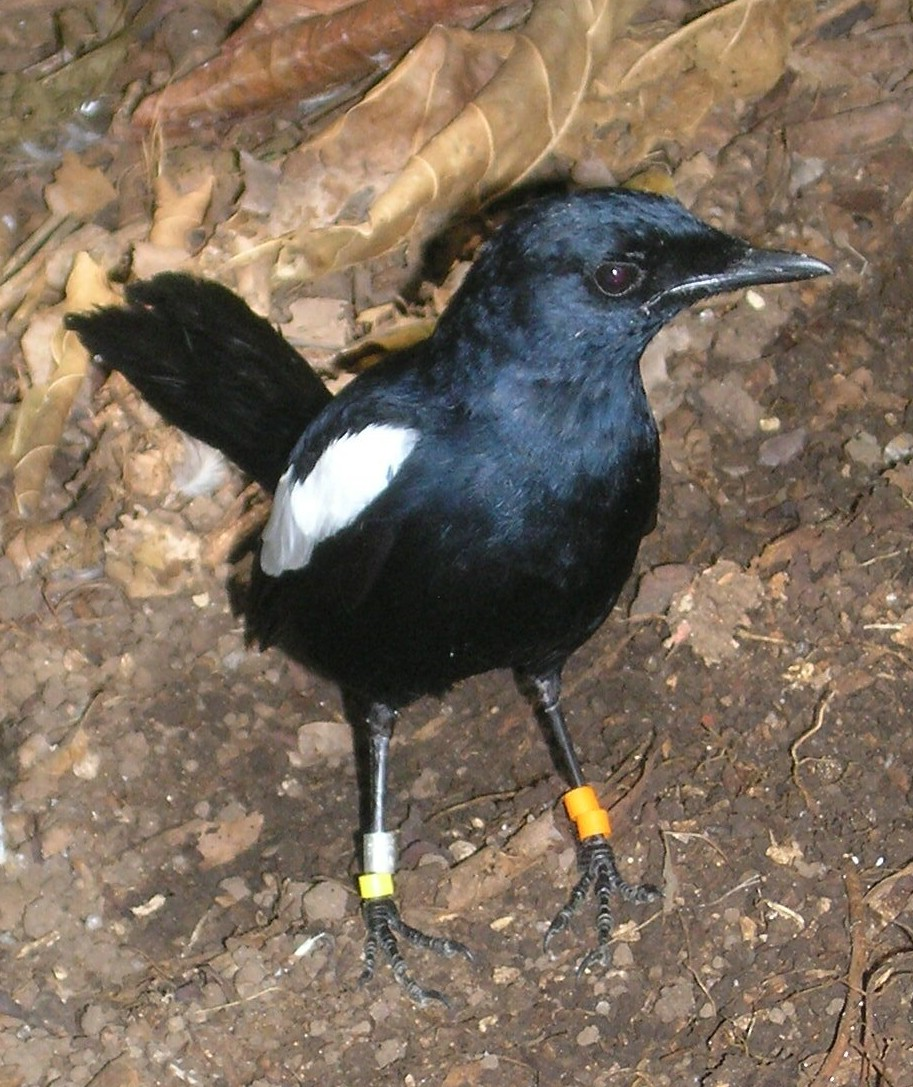
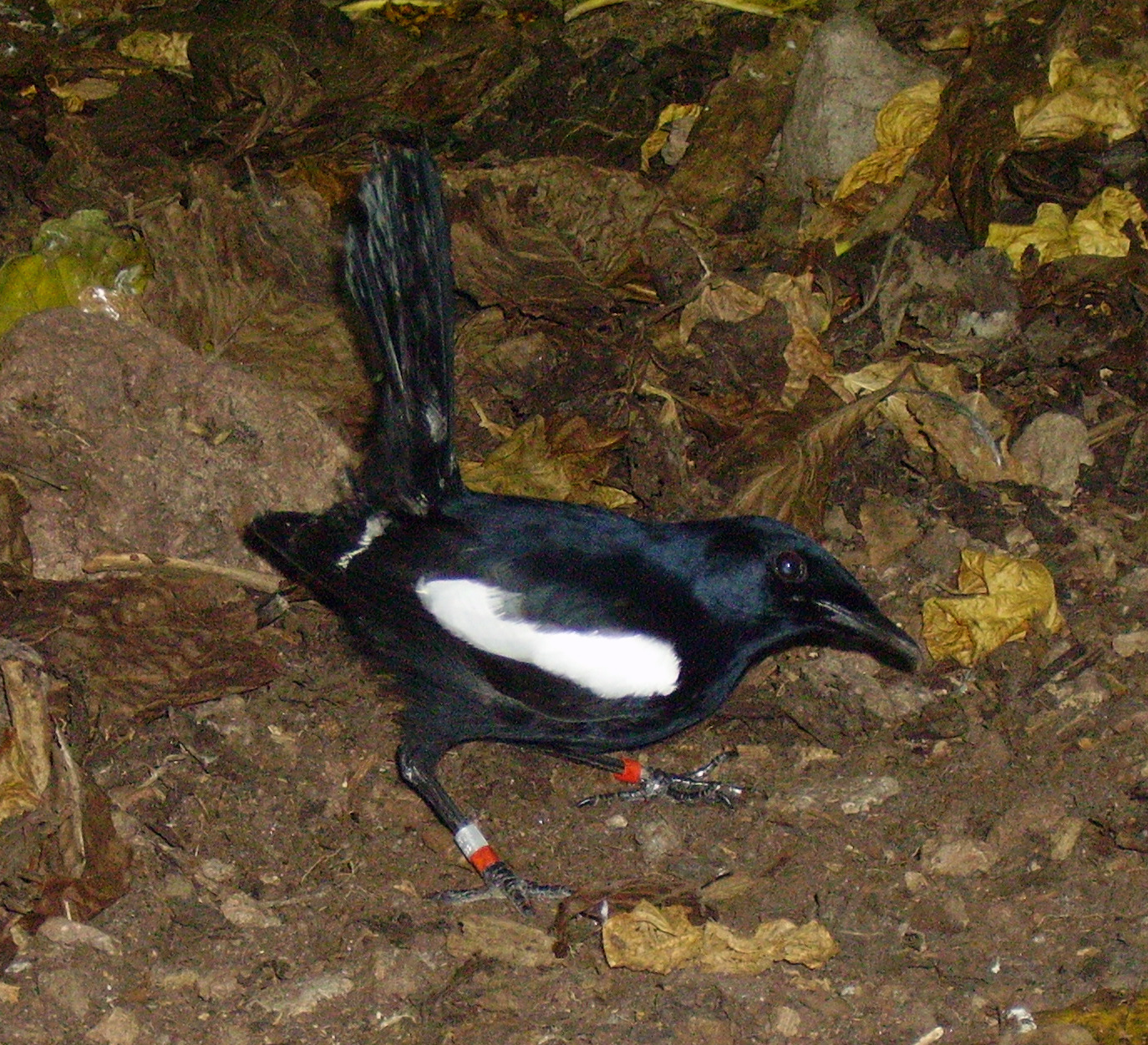